# プリュム
プリュム (Prüm) はドイツ連邦共和国ラインラント＝プファルツ州の、アイフェル山地西部に位置する都市。ビットブルク＝プリュム郡に属し、同名の連合自治体 (Verbandsgemeinde Prüm) の行政庁所在地となっている。

## 地理
プリュムはアルデンヌ高地とアイフェル山地の間にあるシュナイフェル連山の麓を流れるプリュム川の沿岸に位置する。標高は海抜 420m から 490m となっている。

## 区分
プリュム市域にはカルファリエンベルク、ターフェル、ヴィルベルシャイト、ヴァルヒェラートの4つの地区がある。1969年にはダウスフェルト、ニーダープリュム、シュタインメーレン、ヴァインスフェルトの4つの町が統合した。

## 姉妹都市
- モンテルメ（ フランス、1962年から）
- フォート・マディソン（ アメリカ合衆国、1997年から）

## 歴史
プリュムが初めて歴史上に登場するのはカロリング時代の720年のことで、villa prumia として記録されている。721年、プリュム修道院が設立される。このときのプリュムにはカロリング家直属のベネディクト会修道院が置かれており、中世には修道院学校の存在で有名となる。皇帝ロタール1世はプリュムの分割後、そのプリュムの地に戻って修道士となり、その6日後に世を去った。1016年、神聖ローマ皇帝ハインリヒ2世はプリュムでの市場開設と貨幣の鋳造を認めた。1307年には修道院通りに聖ニコラウス病院が設立された。1576年、プリュム修道院はトリーア選帝侯のもとに置かれた。1696年にはカルファリエンベルク礼拝堂が建てられた（礼拝堂は1949年に破壊されている）。
1721年以降、修道会やその建物が新たに建てられていった。1769年には火災が町を襲い、294軒中214軒の家屋が焼失した。1794年にはフランス革命軍の侵攻によってトリーア選帝侯による支配が終焉した。1798年にプリュムはフランス領のザール県にあるアロンディスマン（郡）、カントン（小郡）の一部となった。1802年、大修道院とマリエン修道院が廃止され、修道院教会は教区教会となった。
1815年のウィーン会議の結果、プリュムはプロイセン王国に帰属することとなった。1822年以降、プリュムはプロイセン王国のラインラント県トリーア行政管区の下位に置かれるラントクライス（郡）となった。またこの年、マリエン修道院の建物が解体され、その跡地はハーン通りとなった。1841年、初の地元新聞である「プリュマー・インテリゲンツブラット」が創刊された。1856年には王室令によって、プリュムは「シュタット（都市）」の称号を与えられた。
1869年、聖ヨゼフ病院が建てられた。1887年には司教学校が設立される。1883年12月22日、プリュムとゲロルシュタインとを結ぶ鉄道が開業した。これによりプリュムはヴェストアイフェル鉄道によって鉄道網で結ばれることとなった。1892年には初の個人向け上水道が建設された。またこの年にはプロテスタント教会が建設された。
1901年、プリュムに電気が通った。1908年以降、下水道が整備されていく。第一次世界大戦終結後の1918年から1930年まで、プリュムなどのラインラントはフランスの占領下におかれる。第二次世界大戦では1944年9月16日以降、プリュムはアメリカ軍の攻撃対象となる。とくに12月23日からはバルジの戦いで爆撃を受け、市街の 80% が破壊された。1945年のクリスマス・イブの深夜ミサが執り行われる直前まで、円天井や会衆席は戦争の災禍により崩れていた。

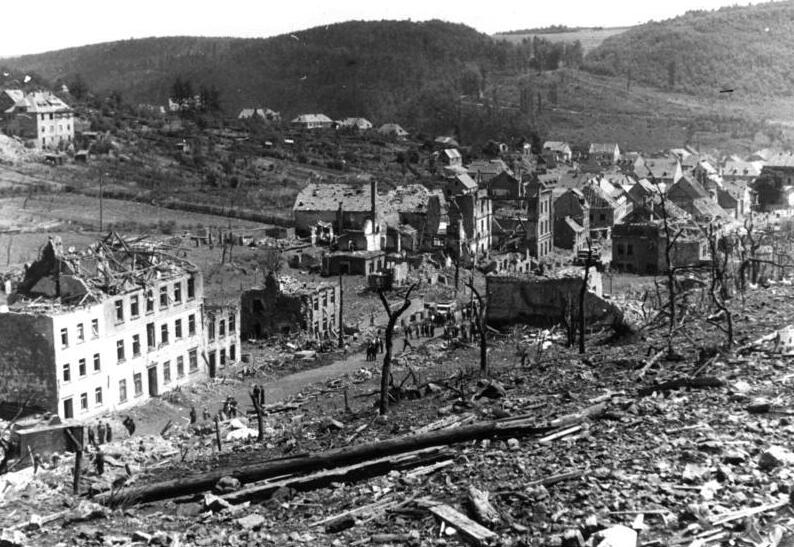
爆発事故によって破壊されたプリュムの町（1949年）

1949年7月15日、カルファリエンベルクの坑道で火災が発生し、ジークフリート線の防空壕を爆破するための爆薬およそ500トンが爆発した。この爆発によって山に20メートルの深さの陥没が生じ、土や石が広範にわたって吹き飛び、再建された家屋に損害を与えた。早期の避難が奏功し、プリュムの被害は死者12人、負傷者15人にとどまった。
1971年の郡の再編で、プリュム郡はビットブルク郡と統合してビットブルク＝プリュム郡となった。このとき郡の機関の多くはビットブルクに移転し、プリュムにはプリュム連合自治体の機関の所在地となった。1984年にはカルファリエンベルクに聖ヨーゼフ病院が開院した。2001年には司教学校が閉校した。
2005年、欧州連合における国境を越えた協力の強化についてうたったプリュム条約が署名された。プリュム条約の協議には、祖先がプリュム出身であったドイツ連邦内務相オットー・シリーが加わっていた。この1年後に連邦警察局がプリュムに設置された。

### ダウスフェルト区域
ダウスフェルトという地名が歴史で初めて登場するのは816年のことで、この地域は旧ロンマースハイム教区に属していた。1330年以降、ダウスフェルトは単独の教区となった。1570年から1802年までこの地にあった6つの農園のうち3つがオルツハイム司祭、残りの3つがヴァインスハイム司祭の所有であった。20世紀には、フンスリュック＝アイフェル様式の古墳が発見された。
ダウスフェルトの人口は500人あまりとなっており、区域はダウスフェルダー・ヘーエ、アルトダウスフェルト、ダウスフェルダー・ミューレの3つで構成される。ダウスフェルダー・ヘーエは商業・住宅地域となっていてプリュム教区に属しており、アルトダウスフェルトとダウスフェルダー・ミューレはヴァインスハイム教区に属している。

### ニーダープリュム区域
762年、ピピン3世はプリュム修道院にニーダープリュムの農地を寄進した。1190年にベネディクト修道会の修道院が建てられると、この地への入植が始まった。1285年から1296年まで、修道会はモーゼル川沿岸のシュヴァイヒにニーダープリュマー荘園と呼ばれる農地の寄進を受けていた。1670年には修道院の建物が改築され、現在ではラザリスト会の前期ギムナジウムの場として使用されている。

### シュタインメーレン区域
シュタインメーレンができたのは816年ごろとされている。

### ヴァインスフェルト区域
ヴァインスフェルトという地名が記録に初めて残されたのは1282年のことであった。1735年、この地に教会の塔が建てられた。現在ではその教会の跡地に戦没者記念碑が建てられている。20世紀にはローマ時代やフランク時代の墓が発見された。現在のヴァインスフェルトは住宅地となっている。

### 統合
1969年から1974年にかけての地方自治体の再編・改革の一環として近隣の4つのゲマインドがプリュムに統合された。1969年6月7日にニーダープリュムが、1971年1月1日にダウスフェルトが、1973年1月1日にヴァインスフェルトが統合された。1974年1月1日にはシュタインメーレンが統合され、現在のプリュムの市域となった。

## 文化・名所

### 建築物

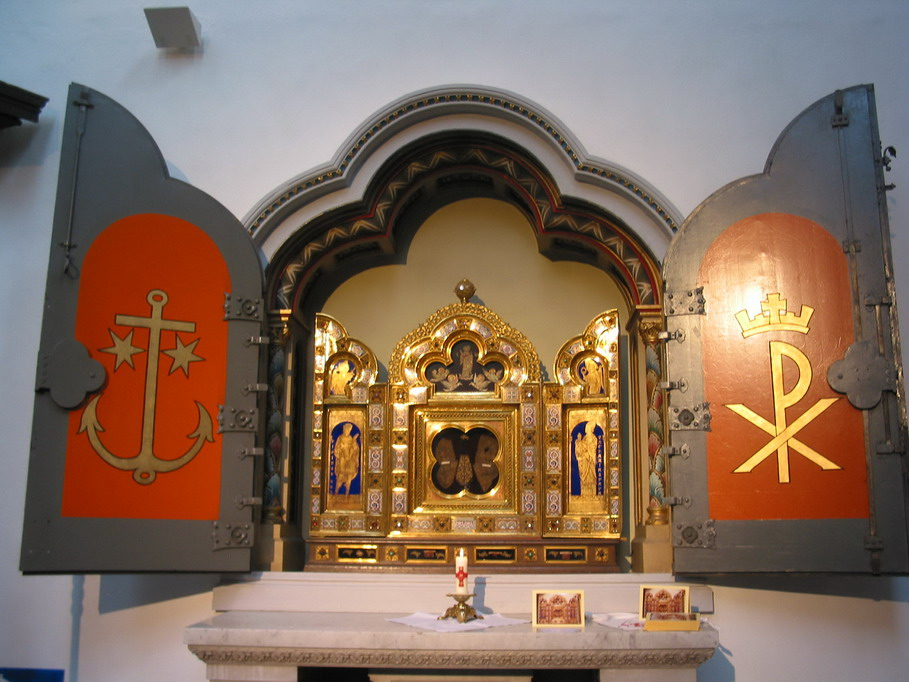
教皇ザカリアスの靴に縫いこまれたキリストのサンダル

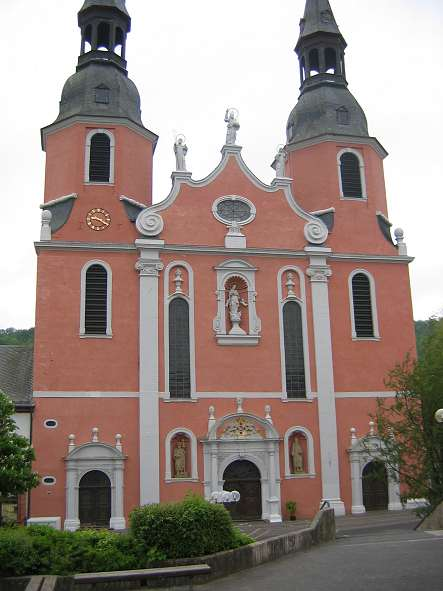
聖サルファトール教会堂

- 聖サルファトール教会堂 - ロタール1世の王墓があり、聖遺物（キリストのサンダル）が収められている。
- プリュム修道院 - バルタザール・ノイマンの設計によるバロック建築。

### 行事
6月、7月、8月には「プリュマー・ゾンマー（プリュムの夏）」が開催される。6月の最終日曜日に開幕を迎え、この日には市が立ち、ストリートミュージシャンのコンテストが開催される。その後の8週間において、毎週木曜日の夕方に市役所前のプリュマー・ソンマーの広場で演奏やダンス、乳搾り競争、ビールの大飲み大会、丸太の早切り競争が行なわれる。また近年では自転車ラリーやファッションショーなども行なわれるようになっている。また期間中の日曜日のうち4日間、バシリカ教会堂の正面でクラシック、ジャズ、フォークなどのコンサートも催される。

## 経済
プリュム一帯で労働力を多く受け入れている事業者にはミルヒ＝ウニオン・ホーホアイフェル、スチール、シュトライフ、プリュム＝テューレンヴェルクがある。ミルヒ＝ウニオンはプロンスフェルトから10キロメートルの場所にあり、あとの3社はヴァインスハイムの商業地域にある。

## 交通
1883年12月22日、ゲロルシュタインとを結ぶヴェストアイフェル鉄道が開業し、プリュムはドイツの鉄道網に組み込まれた。1886年10月、ヴェストアイフェル鉄道がプロンスフェルトからブライアルフまで延伸された。その2年後、当時ドイツ帝国領だったザンクト・ヴィトまで鉄道が開通した。またプロンスフェルトからヴァックスヴァイラーへの支線、アルツフェルト、ノイアーブルクへの支線が建設された。1980年から1999年までプリュムへの旅客列車の運転が停止され、貨物列車のみの運転となった。2000年12月、地元の鉄道愛好家の臨時列車が修道院の町の駅に停車し、これが最後の列車の停車となった。プロンスフェルト方面の線路がプリュムタール通りの踏切から除去された。またニーダープリュムへの線路跡には自転車専用道路が造られた。
B 265と B 410 がプリュムを通り、A 60 と B 51 がプリュム近郊を走っている。南方面行きは B 51 がビットブルクの手前までの区間を A 60 として走っている。また北方面行きはおよそ35キロメートル先に A 1 との合流点がある。

## 官公庁
プリュムはフェアバンズゲマインデ・プリュムの行政庁所在地となっている。
また土地登記所と区裁判所もプリュムに置かれている。プリュム区裁判所の管轄領域はアルツフェルト、オベレ・キル、プリュムの3つのフェアバンズゲマインデとなっている。刑事事件は参審裁判所の管轄となっているため、ビットブルク区裁判所で扱われる。
2006年12月、トリーア連邦警察署の庁舎がプリュムに開設された。